# Auvergne-Rona-Alpe
Auvergne-Rona-Alpe je jedna od trinaest francuskih pokrajina, koja se prostire na istoku zemlje. Nastala je 2016. ujedinjenjem dotadašnjih regija Auvergne i Rona-Alpe.
Auvergne-Rona-Alpe ima površinu od 69,711 km², na kojoj živi 7,948,287 stanovnika (2017.), po čemu je druga pokrajina po brojnosti nakon Île-de-France.
Na sjeveru graniči s regijama: Centre-Val de Loire i Burgundija-Franche-Comté, sa zapada s Novom Akvitanijom, s juga s Okcitanijom i Provansom-Alpe-Azurna obala i s istoka sa Švicarskom i Italijom. Glavni grad pokrajine je Lyon.
Predsjednik Francuske François Hollande još je u lipnju 2014. najavio plan smanjenja broja francuskih pokrajina s 21 na 13. Reorganizacija je osmišljena s ciljem da se smanje birokratski aparat i troškovi. Narodna skupština je u studenom 2014. odobrila promjenu, koja je stupila na snagu 1. siječnja 2016. Tako je nastala i pokrajina Auvergne-Rona-Alpe, koja je obuhvatila velik dio središnje i istočne Francuske.